# ويليام بنت
ويليام بنت (بالإنجليزية: William Bent)‏ هو مربي ماشية أمريكي، ولد في 23 مايو 1809 في سانت لويس في الولايات المتحدة، وتوفي في 19 مايو 1869 في إقليم كولورادو ‏ في الولايات المتحدة بسبب ذات الرئة.